# 山口波津女
山口 波津女（やまぐち はつじょ、1906年〈明治39年〉10月25日 - 1985年〈昭和60年〉6月17日）は、日本の俳人。山口誓子の妻。本名は梅子。

## 略歴
浅井義晭（よしてる）・まさ夫妻の長女として、大阪市北区中之島に生まれる。大阪商船に務める父が1909年（明治42年）に韓国仁川の支店長として赴任したのに伴い、仁川に移住した。次いで1914年（大正3年）父の香港支店長として赴任に伴い、香港に移住した。
帰国すると1919年（大正8年）に大阪市東区宰相山町（現・天王寺区の三光神社の近隣）に居住した。近くの大阪府立清水谷高等女学校（現・大阪府立清水谷高等学校）に入学。1923年清水谷高女を卒業後、大手前之町の大阪府立大手前高等女学校（現・大阪府立大手前高等学校）の高等科に入学した。

## 人物
1922年（大正11年）父の義晭が「啼魚」の俳号で、「水無月句会」という家族句会を始める。
1924年肺尖カタルと診察され、兵庫県西宮市の高級住宅街「香櫨園」（西宮七園）にて転地療養。1926年、自宅に高浜虚子や村上鬼城が来泊。俳号に「波津女」を使い始める。
1927年（昭和2年）山口誓子に俳句の指導を受け始め、翌1928年10月2日に誓子と結婚。波津女の実家の敷地に新居を構え、本格的に句作を始める。
1937年7月、社団法人日本放送協会関西支部のラジオ放送「婦人俳句の鑑賞」に出演する。同年、父の義晭（浅井啼魚）が死去。1945年、太平洋戦争末期の大阪大空襲で自宅を焼失。蔵書や家財など一切を失う。
俳句雑誌『ホトトギス』『馬酔木』の同人を経て、1948年に夫・誓子の主宰『天狼』創刊と同時に同人となる。
1951年6月、第一句集『良人』（りょうじん）発刊。1953年、西宮七園の一つ苦楽園へ転居。1956年、母まさ死去。1965年、誓子と日本中を旅行する。1974年8月、第二句集『天楽』を発刊。
1985年6月17日、心不全のため死去。享年78。2年後1987年10月、遺句集として第三句集『紫玉』が刊行された。
波津女に先立たれた誓子だったが、誓子の療養生活では波津女が献身的に看病した。誓子は「妻にして母、主婦にして看護婦」と波津女を評するほど、深い愛情で結ばれていた。
なお、波津女は遺産を神戸大学に寄贈している。誓子と波津女の自宅は阪神・淡路大震災で倒壊したため、跡地に句碑と記念碑が建立された。神戸大学文理農学部キャンパス（神戸市灘区）に自宅が再現され、山口誓子記念館として不定期に公開されている。

## 著作
句集に『良人』『天楽』など。

### 代表句
- 『穀象と いふ虫をりて 妻泣かす』（良人）[2]。
- 『毛糸編み 来世も夫に かく編まん』[1]
- 『金魚夜を 如何に過すや 人は寝る』[1]
- 『松過ぎて なほ賀状来る 賀状出す』[1]
- 『聖菓切る キリストのこと 何も知らず』[3]
- 『けふ貼りし 障子に近く 墨を摺る』[3]
- 『煤籠り 昼餉の時の すぎにけり』[3]
- 『虹立つも 消ゆるも音を 立てずして』[3]
- 『香水の 一滴づつに かくも減る』[3]